# Fórmula de entropía de Boltzmann

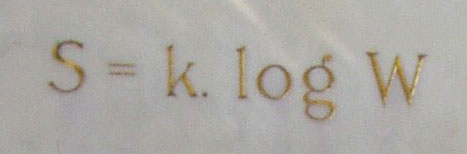
La ecuación de Boltzmann, grabada en su lápida.

En física estadística, la ecuación de Boltzmann es una ecuación de probabilidad que relaciona la entropía S de un gas ideal con la cantidad W, el número de microestados reales correspondientes al macroestado de gas:
| {\displaystyle S=k_{\mathrm {B} }\ln W} | \| \| \| \| \| \| \| \| | (1) |
|                                         |                         |     |
|                                         |                         |     |

donde kB es la constante de Boltzmann (también escrita como simplemente k) e igual a 1.38065×10−23 J/K.
En resumen, la fórmula de Boltzmann muestra la relación entre la entropía y el número de formas en que se pueden organizar los átomos o moléculas de un sistema termodinámico.

## Historia

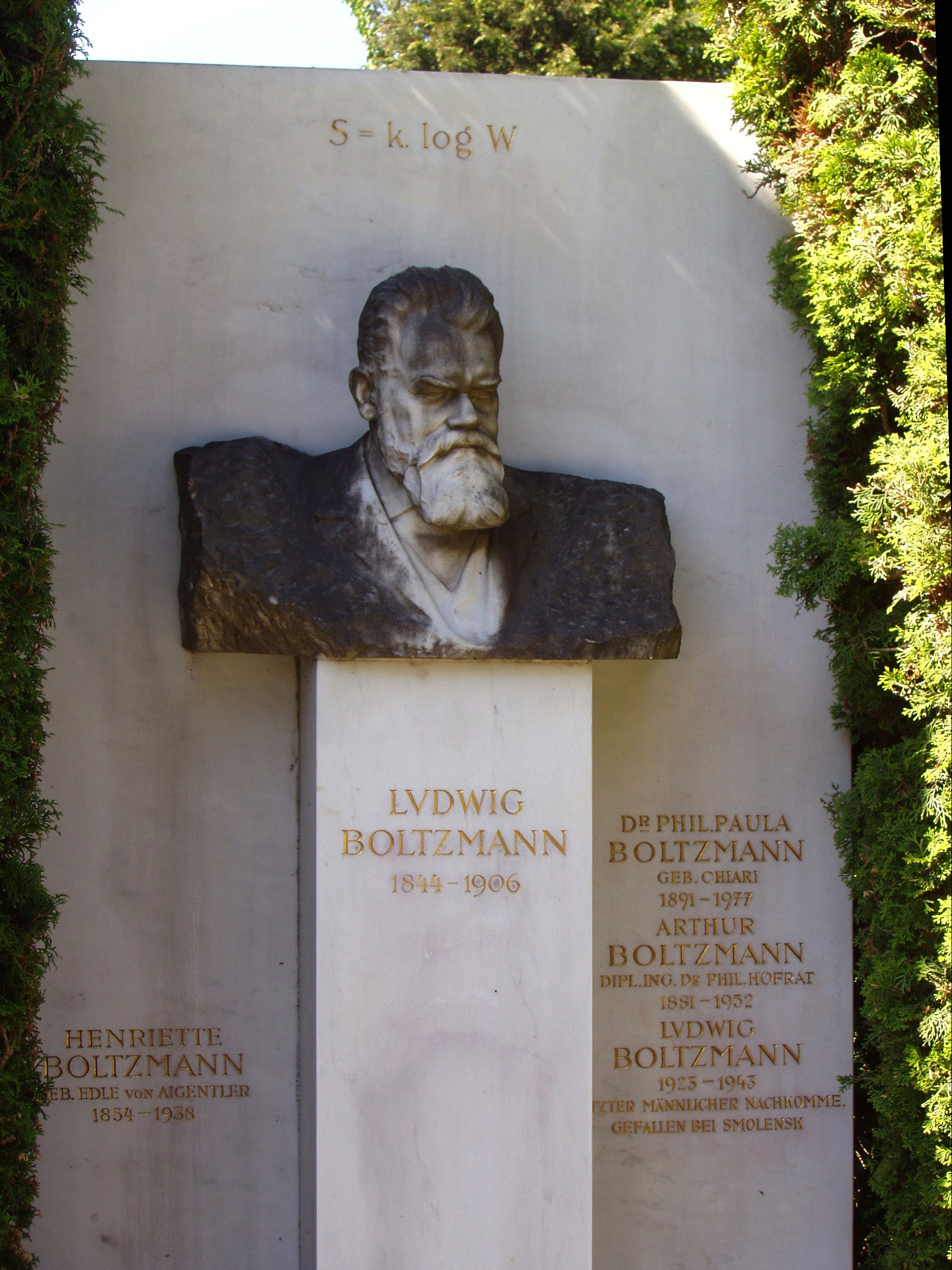
La tumba de Boltzmann en el Zentralfriedhof, Viena, con una fórmula de busto y entropía.

La ecuación fue formulada originalmente por Ludwig Boltzmann entre 1872 y 1875, pero luego fue puesta en su forma actual por Max Planck alrededor de 1900.  Para citar a Planck, "la conexión logarítmica entre la entropía y la probabilidad se estableció por primera vez por L. Boltzmann en su teoría cinética de los gases",
El valor de W originalmente estaba destinado a ser proporcional al Wahrscheinlichkeit (la palabra alemana para probabilidad) de un estado macroscópico para alguna distribución de probabilidad de posibles microestados: la colección de "formas" (no observables) del estado termodinámico (observable) de un sistema se puede realizar mediante la asignación de diferentes posiciones (x) y momentos (p) a las diversas moléculas. Interpretada de esta manera, la fórmula de Boltzmann es la fórmula más general para la entropía termodinámica. Sin embargo, el paradigma de Boltzmann era un gas ideal de N partículas idénticas, de las cuales Ni están en la i-ésima condición microscópica (rango) de posición y momento. Para este caso, la probabilidad de cada microestado del sistema es igual, por lo que para Boltzmann era equivalente calcular el número de microestados asociados con un macroestado. Históricamente, W fue malinterpretado como literalmente el número de microestados, y eso es lo que generalmente significa hoy en día. W puede contarse usando la fórmula para permutaciones
| {\displaystyle W={\frac {N!}{\prod _{i}N_{i}!}}} | \| \| \| \| \| \| \| \| | (2) |
|                                                  |                         |     |
|                                                  |                         |     |

donde i abarca todas las condiciones moleculares posibles y! Denota factorial. La "corrección" en el denominador se debe al hecho de que las partículas idénticas en la misma condición son indistinguibles. A veces, W se denomina "probabilidad termodinámica", ya que es un número entero mayor que uno, mientras que las probabilidades matemáticas siempre son números entre cero y uno.

## Generalización
La fórmula de Boltzmann se aplica a los microestados del universo en su conjunto, y se presume que cada posible microestado es igualmente probable.
Pero en termodinámica es importante poder hacer la aproximación de dividir el universo en un sistema de interés, más su entorno; y luego poder identificar la entropía del sistema con la entropía del sistema en la termodinámica clásica. Los microestados de dicho sistema termodinámico no son igualmente probables; por ejemplo, los microestados de alta energía son menos probables que los microestados de baja energía para un sistema termodinámico mantenido a una temperatura fija al permitir el contacto con un baño de calor. Para los sistemas termodinámicos donde los microestados del sistema pueden no tener probabilidades iguales, la generalización apropiada, llamada entropía de Gibbs, es:
| {\displaystyle S=-k_{\mathrm {B} }\sum p_{i}\ln p_{i}} | \| \| \| \| \| \| \| \| | (3) |
|                                                        |                         |     |
|                                                        |                         |     |

Esto reduce a a ecuación (1) si las probabilidades pi son todas iguales.
Boltzmann utilizó una fórmula {\displaystyle \rho \ln \rho } desde 1866. Interpretó ρ como una densidad en el espacio de fase, sin mencionar la probabilidad, pero como esto satisface la definición axiomática de una medida de probabilidad, podemos interpretarla retrospectivamente como una probabilidad de todos modos. Gibbs dio una interpretación explícitamente probabilística en 1878.
El mismo Boltzmann utilizó una expresión equivalente a (3) en su trabajo posterior y la reconoció como más general que la ecuación (1). Es decir, la ecuación (1) es un corolario de la ecuación (3), y no al revés. En cada situación en la que la ecuación (1) es válida, la ecuación (3) también es válida, y no al revés..

## La entropía de Boltzmann excluye las dependencias estadísticas.
El término entropía de Boltzmann también se usa a veces para indicar entropías calculadas en función de la aproximación de que la probabilidad global puede ser factorizada en un término separado idéntico para cada partícula, es decir, suponiendo que cada partícula tiene una distribución de probabilidad independiente idéntica e ignorando las interacciones y correlaciones entre las partículas. Esto es exacto para un gas ideal de partículas idénticas, y puede o no ser una buena aproximación para otros sistemas.
La entropía de Boltzmann se obtiene si se supone que uno puede tratar todas las partículas componentes de un sistema termodinámico como estadísticamente independientes. La distribución de probabilidad del sistema en su conjunto luego se factoriza en el producto de N términos idénticos separados, un término para cada partícula; y la entropía de Gibbs simplifica a la entropía de Boltzmann
| {\displaystyle S_{B}=-Nk_{\mathrm {B} }\sum _{i}p_{i}\ln p_{i}} | \| \| \| \| \| \| \| \| | (4) |
|                                                                 |                         |     |
|                                                                 |                         |     |

donde la suma se toma sobre cada estado posible en el espacio de fase de 6 dimensiones de una sola partícula (en lugar del espacio de fase de 6N dimensiones del sistema en su conjunto).
Esto refleja la función de entropía estadística original introducida por Ludwig Boltzmann en 1872. Para el caso especial de un gas ideal corresponde exactamente a la entropía termodinámica adecuada.
Sin embargo, para cualquier cosa que no sea el más diluido de los gases reales, conduce a predicciones cada vez más erróneas de entropías y comportamientos físicos, al ignorar las interacciones y correlaciones entre diferentes moléculas. En cambio, uno debe seguir a Gibbs y considerar el conjunto de estados del sistema como un todo, en lugar de los estados de una sola partícula.